# Iris winogradowii
Iris winogradowii là một loài thực vật có hoa trong họ Diên vĩ. Loài này được Fomin miêu tả khoa học đầu tiên năm 1914.